# Холл, Крэйг
Крэйг Холл (англ. Craig Hall; род. 10 мая 1974, Окленд, Новая Зеландия) — новозеландский актёр.

## Карьера
В 2005 Крэйг Холл снялся в фильме Питера Джексона «Кинг-Конг», в небольшой роли Майка, члена съёмочной группы, прибывшей на Остров Черепа. В 2013 сыграл эльфа Галиона, дворецкого короля Трандуила, в голливудском блокбастере «Хоббит: Пустошь Смауга», режиссёром которого также был Джексон. В том же году актёр получил одну из центральных ролей в австралийском драматическом сериале «Нет места милее дома родного».

## Личная жизнь
Со своей женой, актрисой Сарой Уайсман, Холл познакомился в 2001 году на съёмках короткометражного инди-хоррора «Home Kill»; Впоследствии они вместе снимались в сериале «Нет места милее дома родного».

## Фильмография
| Год       |    | Русское название                | Оригинальное название               | Роль                    |
| --------- | -- | ------------------------------- | ----------------------------------- | ----------------------- |
| 2001      | с  | Зена — королева воинов          | Xena: Warrior Princess              | Ракзар                  |
| 2004      | тф | Айк: Обратный отсчёт            | Ike: Countdown to D-Day             | капрал из 101-й дивизии |
| 2005      | ф  | Самый быстрый «Индиан»          | The World's Fastest Indian          | Арктический Ангел       |
| 2005      | ф  | Кинг-Конг                       | King Kong                           | Майк                    |
| 2006      | ф  | Идеальное создание              | Perfect Creature                    | Доминик                 |
| 2007      | ф  | Орёл против Акулы               | Eagle vs Shark                      | Даг Дэвис               |
| 2007      | ф  | 30 дней ночи                    | 30 Days of Night                    | Уилсон Балосан          |
| 2007      | ф  | Мой домашний динозавр           | The Water Horse                     | Чарли Макморроу         |
| 2009—2010 | с  | Легенда об Искателе             | Legend of the Seeker                | Драго                   |
| 2010      | тф | Школа Авалон                    | Avalon High                         | школьный тренер Баркер  |
| 2010      | ф  | Мальчик                         | Boy                                 | мистер Лэнгстон         |
| 2011      | ф  | Дьявольская скала               | The Devil's Rock                    | капитан Бен Гроган      |
| 2011      | с  | Криминальная Австралия          | Underbelly                          | Билл Маккей             |
| 2013      | ф  | Хоббит: Пустошь Смауга          | The Hobbit: The Desolation of Smaug | Галион                  |
| 2013      | с  | Леди-детектив мисс Фрайни Фишер | Miss Fisher's Murder Mysteries      | Джефферсон Кларк        |
| 2013—2018 | с  | Нет места милее дома родного    | A Place To Call Home                | Джек Дункан             |
| 2016      | с  | Охотники                        | Hunters                             | Тэд Риган               |
| 2016      | ф  | Пит и его дракон                | Pete's Dragon                       | взрослый Пит            |